# Esteban Gutiérrez
Esteban Manuel Gutiérrez (* 5. srpna 1991 Monterrey, Mexiko) je bývalým jezdcem Formule 1. V roce 2008 vyhrál evropskou Formuli BMW, roku 2012 závodil v GP2 Series za tým Lotus GP, kde obsadil 3. místo. V letech 2013 a 2014 závodil ve formuli 1 za tým Sauber. Roku 2015 se závodění neúčastnil. Ale v roce 2016 závodil za tým Haas Ferrari, kde byl jeho týmový kolega Romain Grosjean. V současnosti je rezervním jezdcem týmu Mercedes.

## Kompletní výsledky
| Legenda k tabulce | Legenda k tabulce                                                                       |
| Barva             | Výsledek                                                                                |
| ----------------- | --------------------------------------------------------------------------------------- |
| Zlatá             | Vítěz                                                                                   |
| Stříbrná          | 2. místo                                                                                |
| Bronzová          | 3. místo                                                                                |
| Zelená            | Bodované umístění                                                                       |
| Modrá             | Nebodované umístění                                                                     |
| Modrá             | Dokončil neklasifikován (NC)                                                            |
| Fialová           | Odstoupil (Ret)                                                                         |
| Červená           | Nekvalifikoval se (DNQ)                                                                 |
| Červená           | Nepředkvalifikoval se (DNPQ)                                                            |
| Černá             | Diskvalifikován (DSQ)                                                                   |
| Bílá              | Nestartoval (DNS)                                                                       |
| Bílá              | Závod zrušen (C)                                                                        |
| Světle modrá      | Pouze trénoval (PO)                                                                     |
| Světle modrá      | Páteční testovací jezdec (TD)                                                           |
| Bez barvy         | Netrénoval (DNP)                                                                        |
| Bez barvy         | Vyřazen (EX)                                                                            |
| Bez barvy         | Nepřijel (DNA)                                                                          |
| Bez barvy         | Odvolal účast (WD)                                                                      |
| Bez barvy         | Nezúčastnil se (prázdné)                                                                |
| Označení          | Význam                                                                                  |
| Tučnost           | Pole position                                                                           |
| Kurzíva           | Nejrychlejší kolo                                                                       |
| †                 | Jezdec nedojel do cíle, ale byl klasifikován, protože odjel více než 90 % délky závodu. |
| ‡                 | Byl udělován poloviční počet bodů, protože bylo odjeto méně než 75 % délky závodu.      |
| Horní index       | Umístění bodujících jezdců ve sprintu                                                   |

### Formule 1
| Rok                                              | Tým            | Šasi       | Motor                  | 1       | 2       | 3       | 4      | 5      | 6       | 7       | 8      | 9       | 10      | 11      | 12     | 13     | 14      | 15     | 16      | 17     | 18      | 19     | 20      | 21     | Body | Umístění  |
| ------------------------------------------------ | -------------- | ---------- | ---------------------- | ------- | ------- | ------- | ------ | ------ | ------- | ------- | ------ | ------- | ------- | ------- | ------ | ------ | ------- | ------ | ------- | ------ | ------- | ------ | ------- | ------ | ---- | --------- |
| 2012                                             | Sauber F1 Team | Sauber C31 | Ferrari 056 2.4 V8     | AUS     | MAL     | CHN     | BHR    | ESP    | MON     | CAN     | EUR    | GBR     | GER     | HUN     | BEL    | ITA    | SIN     | JPN    | KOR     | IND TD | ABU     | USA    | BRA     |        | –    | –         |
| 2013                                             | Sauber F1 Team | Sauber C32 | Ferrari 056 2.4 V8     | AUS 13  | MAL 12  | CHN Ret | BHR 18 | ESP 11 | MON 13  | CAN 20† | GBR 14 | GER 14  | HUN Ret | BEL 14  | ITA 13 | SIN 12 | KOR 11  | JPN 7  | IND 15  | ABU 13 | USA 13  | BRA 12 |         |        | 6    | 16. místo |
| 2014                                             | Sauber F1 Team | Sauber C33 | Ferrari 059/3 1.6 V6 t | AUS 12  | MAL Ret | BHR Ret | CHN 16 | ESP 16 | MON Ret | CAN 14† | AUT 19 | GBR Ret | GER 14  | HUN Ret | BEL 15 | ITA 20 | SIN Ret | JPN 13 | RUS 15  | USA 14 | BRA 14  | ABU 15 |         |        | 0    | 20. místo |
| 2015: Esteban Gutiérrez se neúčastnil Formule 1. |                |            |                        |         |         |         |        |        |         |         |        |         |         |         |        |        |         |        |         |        |         |        |         |        |      |           |
| 2016                                             | Haas F1 Team   | Haas VF-16 | Ferrari 061 1.6 V6 t   | AUS Ret | BHR Ret | CHN 14  | RUS 17 | ESP 11 | MON 11  | CAN 13  | EUR 16 | AUT 11  | GBR 16  | HUN 13  | GER 11 | BEL 12 | ITA 13  | SIN 11 | MAL Ret | JPN 20 | USA Ret | MEX 19 | BRA Ret | ABU 12 | 0    | 21. místo |

### Formule E
| Rok     | Tým       | Auto                  | 1   | 2   | 3   | 4      | 5     | 6      | 7   | 8   | 9   | 10  | 11  | 12  | Body | Umístění  |
| ------- | --------- | --------------------- | --- | --- | --- | ------ | ----- | ------ | --- | --- | --- | --- | --- | --- | ---- | --------- |
| 2016–17 | Techeetah | Spark-Renault Z.E. 16 | HKG | MAR | BUE | MEX 10 | MON 8 | PAR 11 | BER | BER | NYC | NYC | MTL | MTL | 5    | 22. místo |

### Formula 3 Euro Series
| Year | Entrant        | Chassis          | Engine   | 1        | 2         | 3        | 4         | 5       | 6        | 7       | 8       | 9       | 10      | 11      | 12      | 13      | 14      | 15        | 16      | 17       | 18      | 19       | 20      | DC  | Points |
| ---- | -------------- | ---------------- | -------- | -------- | --------- | -------- | --------- | ------- | -------- | ------- | ------- | ------- | ------- | ------- | ------- | ------- | ------- | --------- | ------- | -------- | ------- | -------- | ------- | --- | ------ |
| 2009 | ART Grand Prix | Dallara F308/070 | Mercedes | HOC 1 16 | HOC 2 Ret | LAU 1 24 | LAU 2 11  | NOR 1 4 | NOR 2 12 | ZAN 1 5 | ZAN 2 7 | OSC 1 9 | OSC 2 9 | NÜR 1 3 | NÜR 2 6 | BRH 1 7 | BRH 2 5 | CAT 1 Ret | CAT 2 9 | DIJ 1 12 | DIJ 2 3 | HOC 1 11 | HOC 2 6 | 9th | 26     |
| 2010 | ART Grand Prix | Dallara F308/049 | Mercedes | LEC 1    | LEC 2     | HOC 1 6  | HOC 2 Ret | VAL 1   | VAL 2    | NOR 1   | NOR 2   | NÜR 1   | NÜR 2   | ZAN 1   | ZAN 2   | BRH 1   | BRH 2   | OSC 1     | OSC 2   | HOC 1    | HOC 2   |          |         | NC† | N/A    |

### GP2 series
| Year | Entrant   | 1           | 2          | 3           | 4          | 5           | 6           | 7          | 8         | 9           | 10        | 11         | 12          | 13          | 14        | 15         | 16        | 17        | 18        | 19         | 20         | 21        | 22          | 23        | 24        | DC   | Points |
| ---- | --------- | ----------- | ---------- | ----------- | ---------- | ----------- | ----------- | ---------- | --------- | ----------- | --------- | ---------- | ----------- | ----------- | --------- | ---------- | --------- | --------- | --------- | ---------- | ---------- | --------- | ----------- | --------- | --------- | ---- | ------ |
| 2011 | Lotus ART | TUR FEA Ret | TUR SPR 11 | ESP FEA Ret | ESP SPR 12 | MON FEA 12  | MON SPR DNS | VAL FEA 7  | VAL SPR 1 | GBR FEA 10  | GBR SPR 8 | GER FEA 12 | GER SPR Ret | HUN FEA Ret | HUN SPR 2 | BEL FEA 14 | BEL SPR 7 | ITA FEA 9 | ITA SPR 6 |            |            |           |             |           |           | 13th | 15     |
| 2012 | Lotus GP  | MYS FEA 7   | MYS SPR 2  | BHR1 FEA 3  | BHR1 SPR 2 | BHR2 FEA 10 | BHR2 SPR 4  | ESP FEA 10 | ESP SPR 7 | MON FEA 23† | MON SPR 8 | VAL FEA 1  | VAL SPR Ret | GBR FEA 1   | GBR SPR 4 | GER FEA 10 | GER SPR 5 | HUN FEA 8 | HUN SPR 1 | BEL FEA 11 | BEL SPR 13 | ITA FEA 9 | ITA SPR Ret | SGP FEA 2 | SGP SPR 6 | 3rd  | 176    |

#### GP2 Asia
| Year | Entrant   | 1           | 2          | 3          | 4         | DC   | Points |
| ---- | --------- | ----------- | ---------- | ---------- | --------- | ---- | ------ |
| 2011 | Lotus ART | ABU FEA Ret | ABU SPR 12 | ITA FEA 12 | ITA SPR 4 | 11th | 3      |